# Nadtlenek mocznika
Nadtlenek mocznika – organiczny związek chemiczny, addukt mocznika z nadtlenkiem wodoru.

## Zastosowanie
Znajduje zastosowanie w medycynie jako środek dezynfekujący do odkażania ran i płukania jamy ustnej, a także do wybielania zębów i usuwania woskowiny z uszu. Jego działanie jako środek dezynfekujący jest uznawane za nieszkodliwe dla zdrowia, ale o niepotwierdzonej skuteczności.

## Otrzymywanie
Mocznik rozpuszcza się w 30% roztworze nadtlenku wodoru (perhydrolu) w stosunku molowym 2:3, w temperaturze ok. 60 °C. Po ochłodzeniu i powolnym odparowaniu mieszaniny powstają białe kryształy produktu.